# منطقة شامبوات
شامبوات رمزها «CP» (بالإنجليزية: Champawat)‏ ، هو تقسيم إداري لدولة الهند تتبع ولاية أوتاراخند (بالإنجليزية: Uttarakhand)‏ ، مركزها هو مدينة شامبوات (بالإنجليزية: Champawat)‏ عدد سكانها حسب تعداد سنة 2001 هو 224,461 ، مساحتها 1,781 كم² وكثافة السكان 126 لكل كم² .